# Liz Akama
Liz Akama, född 8 januari 2009 i Sendai, är en japansk skateboardåkare.
Liz Akama har tagit tre silver och två brons vid X Games. Vid olympiska sommarspelen 2024 i Paris tog hon silver i disciplinen street.